# Подребер (Доброва–Полхов Градец)
Подребер (словен. Podreber) је насељено место у општини Доброва–Полхов Градец, Средњесловенска регија, Словенија.

## Историја
До територијалне реорганизације у Словенији био је у саставу града Љубљане, односно старе општине Вич–Рудник.

## Становништво
У попису становништва из 2011. године, Подребер је имао 150 становника.
| Број становника према пописима | Број становника према пописима | Број становника према пописима |
| ------------------------------ | ------------------------------ | ------------------------------ |
| 1991                           | 2002                           | 2011                           |
| 101                            | 113                            | 150                            |

Напомена: Године 2012. извршена је мала размена територија између насеља Подребер и Средња вас при Полховем Градцу.